# 噴門
噴門（ふんもん、Cardia）とは、胃が食道につながる部分の事。
噴門は、食道の重層扁平上皮から消化管の単層円柱上皮へとつながる胃と食道の結合部分である。